# Hippobosca
Hippobosca Linnaeus, 1758 è un genere di mosche nella famiglia Hippoboscidae. Comprende sette specie note. Annovera numerosi sinonimi.

## Distribuzione
Le mosche del genere sono distribuite principalmente in Europa e parti di Asia e Africa. Sono state introdotte anche in altre regioni, anche se in alcuni casi sono state successivamente eradicate tramite moderne pratiche di zootecnia.

## Tassonomia
- Genere Hippobosca Linnaeus, 1758

- Specie del gruppo 'a'

- H. equina Linnaeus, 1758
- H. fulva Austen, 1912
- H. longipennis Fabricius, 1805

- Specie del gruppo 'b'

- H. camelina Leach, 1817

- Specie del gruppo 'c'

- H. hirsuta Austen, 1911
- H. rufipes von Olfers, 1816
- H. variegata Megerle, 1803